# Ниссен, Кайл
Кайл Ниссен (род. 23 августа 1979 года, Калгари, Альберта, Канада) — канадский фристайлист, участник олимпийских игр 2006, 2010 годов.

## Биография
Родители Кайла Ниссена — Курт и Арлен Ниссен — физики. С трёх лет занимается лыжами, с девяти лет — фристайлом. Участвовал в эстафете олимпийского огня в 1988 году.

## Спортивная карьера
В сезоне 1999—2000 годов Кайл Ниссен стал 10-м в общем зачёте кубка мира по акробатике, завоевав при этом золото на этапе в Хэвенли (США), в следующем сезоне стал 15-м. В сезоне 2001—2002 годов стал 5-м в общем зачёте по акробатике, выиграв при этом по ходу сезона одну серебряную медаль. Сезоны 2002—2003 и 2003—2004 годов закончил на 9-м месте, положив в свою копилку серебро в Рука (Финляндия). В сезоне 2004—2005 годов стал 14-м, со вторым местом в Sauze d’Oulx (Италия) и третьим — в Spindleruv Mlyn (Чехия) по ходу сезона. Сезон 2005—2006 годов Кайл Ниссен закончил на втором месте, по ходу сезона пять раз финишировав в призовой тройке, включая победу в Mont Gabriel (Канада). Стал 5-м в сезоне 2006—2007 годов (лучший результат — второй место в Апексе (Канада)), а следующий сезон пропустил из-за травмы колена. В сезоне 2008—2009 годов спортсмен стал четвёртым, по ходу сезона ему покорилось второе место в Лейк-Плесиде (США).
Кайл Ниссен принимал участие в 4 чемпионатах мира. В 2003 году стал 14-м, в 2005 — 5-м, в 2007 — 13-м, в 2009 — 10-м. На олимпийских играх Кайл Ниссен дебютировал в 2006 году, где стал 5-м в акробатике. На домашних олимпийских играх повторил свой успех.